# 程法光
程法光（1942年8月—），男，汉族，河北雄县人，中华人民共和国政治人物，曾任宁夏回族自治区人民政府副主席，国家税务总局副局长，第十届全国人大代表。